# William Peddie
William Peddie (Papa Westray, islas Órcadas, 31 de mayo de 1861 - Dundee, Escocia, 2 de junio de 1946) fue un físico y matemático escocés, conocido por su investigación sobre la visión del color y el magnetismo molecular.

## Biografía
Nació en Papa Westray, una isla de las Órcadas, el 31 de mayo de 1861, hijo del reverendo John Peddie y su esposa, Marion Beashe. Fue educado en la Escuela de Gramática de Kirkwall.
Estudió Matemáticas y Física en la Universidad de Edimburgo y obtuvo su doctorado en 1888. Había estado asistiendo en conferencias sobre Filosofía Natural (Física) desde 1883 y se convirtió en profesor oficial en 1892. Un año antes contrajo matrimonio con Jessie Isabella Dott (fallecida en 1927).
En 1907 sucedió a J. P. Kuenen como profesor de Física en la Universidad de Dundee, cargo que ocuparía durante 35 años. Escribió numerosos artículos científicos y varios libros, además de colaborar en la quinta edición de Las propiedades de la materia de Peter Guthrie Tait.
En 1887 fue elegido miembro de la Royal Society of Edinburgh. Fue propuesto por Peter Guthrie Tait, Thomas Muir, George Chrystal y Alexander Crum Brown. Fue galardonado con el premio Makdougall-Brisbane de la Sociedad de 1896-1898 y se desempeñó como vicepresidente de la Sociedad de 1919 a 1922. Fue presidente de la Sociedad Matemática de Edimburgo 1896/97 y orador invitado del ICM en 1912 en Cambridge, Inglaterra.
Se retiró en 1942 y murió en el Hospital Ninewells de Dundee el 2 de junio de 1946.

## Obra parcial
- A Manual of Physics. 1891. Revised & enlarged 2nd edition. New York: G. P. Putnam's Sons. 1896.
- «The Elementary Dynamics of Solids and Fluids». Nature 79 (2052): 486. 1909. Bibcode:1909Natur..79T.486.. S2CID 4059572. doi:10.1038/079486e0.
- Colour Vision. 1922.
- Molecular Magnetism. 1929.